# カナダ＝アメリカ合衆国国境
カナダ＝アメリカ合衆国国境（カナダ＝アメリカがっしゅうこくこっきょう）は、同じ2ヶ国間の国境としては世界最長の国境である。全長8,891キロメートル（5,525マイル）あり、この中にはアラスカ州とユーコン準州・ブリティッシュコロンビア州の国境2,475キロメートル（1,538マイル）も含まれている。
長らくカナダにとっては唯一の陸上国境であったが、カナダとデンマークがハンス島の分割領有で合意し、ウイスキー戦争が終結したことで、デンマークとの陸上国境も有することになった。

## 歴史

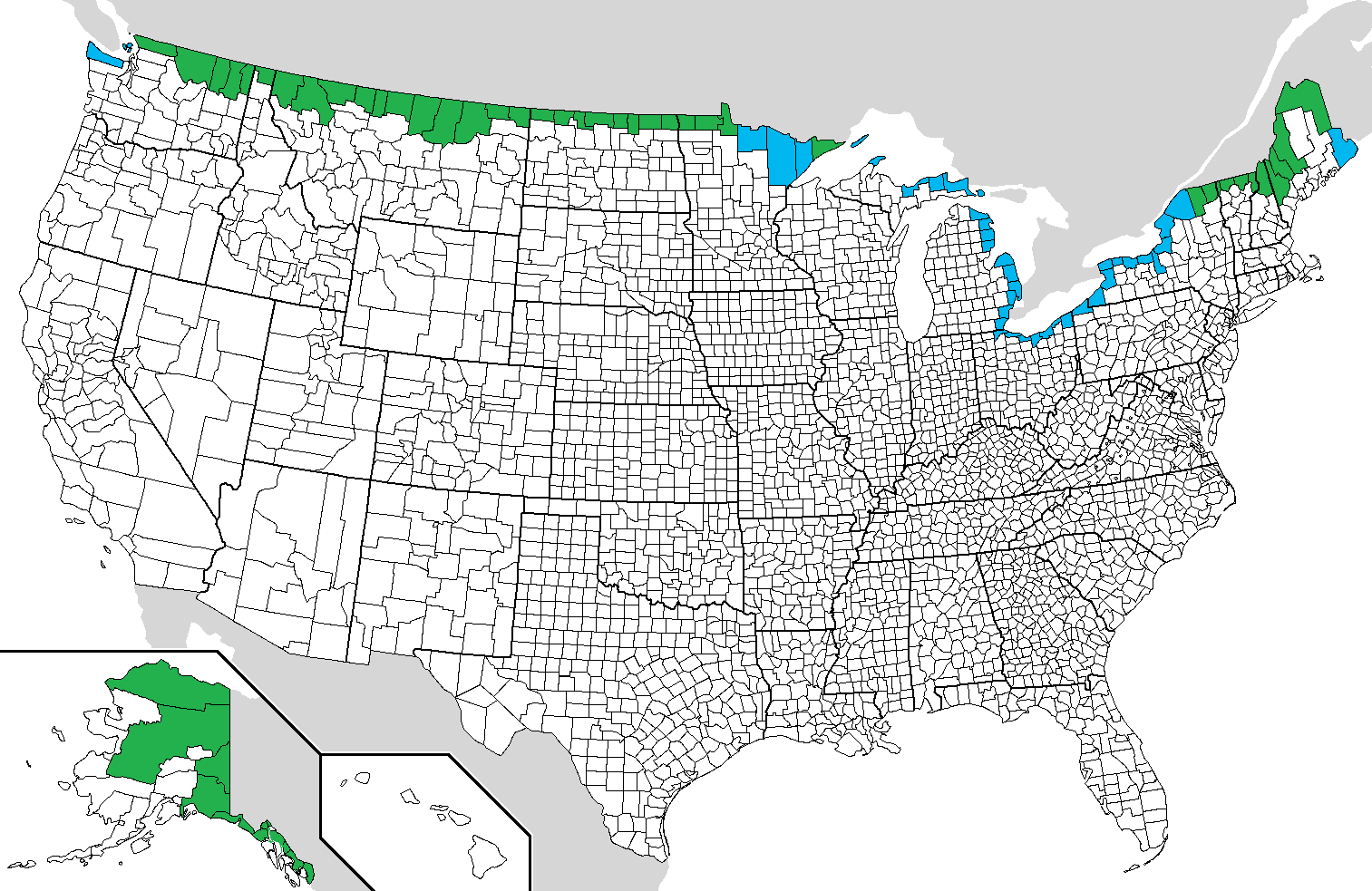
カナダとの陸上または水域の国境に接するアメリカ合衆国の郡
陸上国境
水域国境

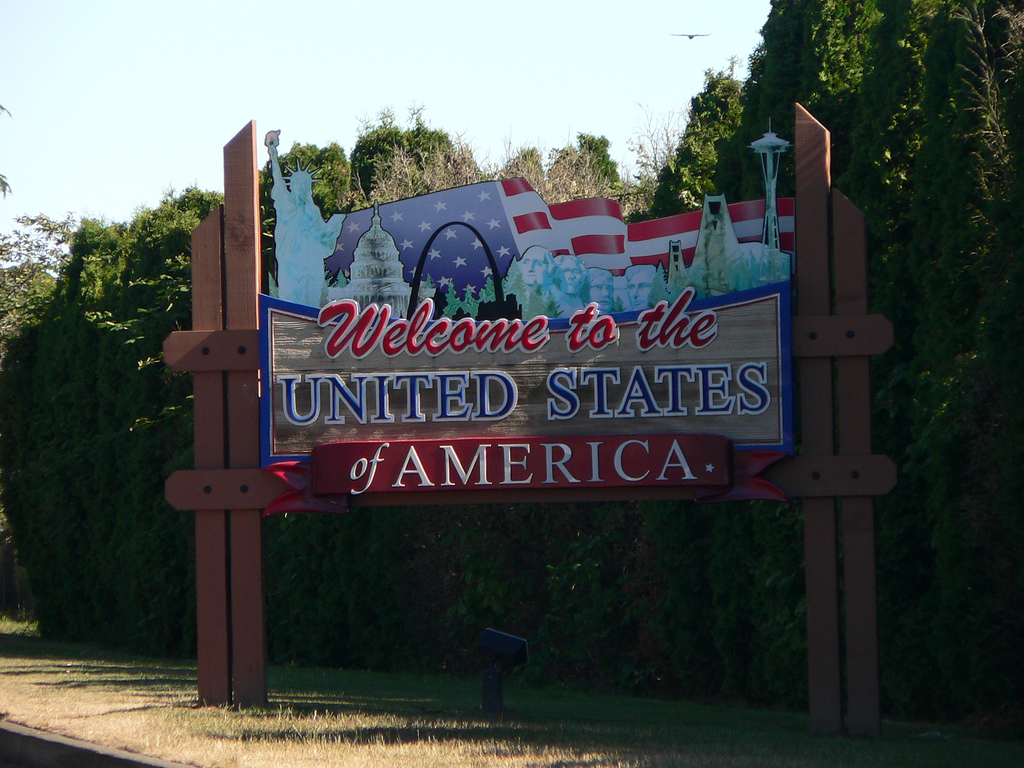
アメリカ合衆国に入る車を迎える看板

現在のカナダ＝アメリカ合衆国国境は、イギリスとイギリスから分離してアメリカ合衆国を形成することになった13植民地との間の戦争を終わらせた1783年のパリ条約で創られた。1794年のジェイ条約が国境委員会を創設し、国境地域の測量と地図化を行った。イギリス領北アメリカとアメリカ合衆国は共に西方への領土拡大を行い、1818年の二国間協議によりウッズ湖のノースウエスト・アングルからロッキー山脈まで北緯49度線に沿って国境は西に延伸された。この協議ではルパート・ランドの一部だった北緯49度線からレッド川流域までのイギリスの領有権主張が消滅した。またルイジアナ買収地の一部だったミシシッピ川流域でやはり北緯49度線から北の土地についてアメリカ合衆国の領有権主張も消滅した。このことはアルバータ州南部に入るミルク川と呼ばれるミズーリ川の最北西端にも及んだ。
国境策定の解釈に関する論争がアルーストック戦争に繋がり、その結果として1842年のウェブスター＝アッシュバートン条約により、メイン州とニューブランズウィック州およびカナダ植民地の国境、さらにはスペリオル湖を挟む現在のオンタリオ州とミネソタ州における境界水域とノースウエスト・アングルの国境について詳細な定義が行われた
。
アメリカ合衆国大統領ジェームズ・ポーク政権の1844年、オレゴン境界紛争では、アメリカ合衆国がロッキー山脈より西では北緯54度40分（ロシアのアラスカ領土南境界に相当）を国境とするよう要求したが、イギリスはコロンビア川に沿って太平洋にいたる国境を望んだ。この論争は1846年のオレゴン条約で解決され、ロッキー山脈を過ぎても北緯49度線を国境とすることになった。1857年から1861年の北西国境測量調査によって陸の国境は確定されたが、水域国境はなお暫くは設定されないままになった。1859年のブタ戦争の後、1872年にドイツ皇帝ヴィルヘルム1世の仲介により、ガルフ島とサンフアン諸島の間で国境が定められた。1903年、イギリス、カナダ、アメリカ合衆国三者の合同裁決機関によってアラスカとカナダの国境が確定し、その大半は西経141度線に従うことになった。
2020年3月18日、ドナルド・トランプ大統領は、2019新型コロナウイルスの感染拡大に伴いカナダとの国境を封鎖すると表明した。これは両国の合意を踏まえた措置である。国境の閉鎖解除時期は数度にわたり延期された。商品を配送するドライバーや不可欠な仕事がある人の国境通過は認められたが、カナダ側はウイルス感染の深刻さは低いこともあり、アメリカからの国境通過者に対する住民感情は厳しいものとなった。

## 国境委員会

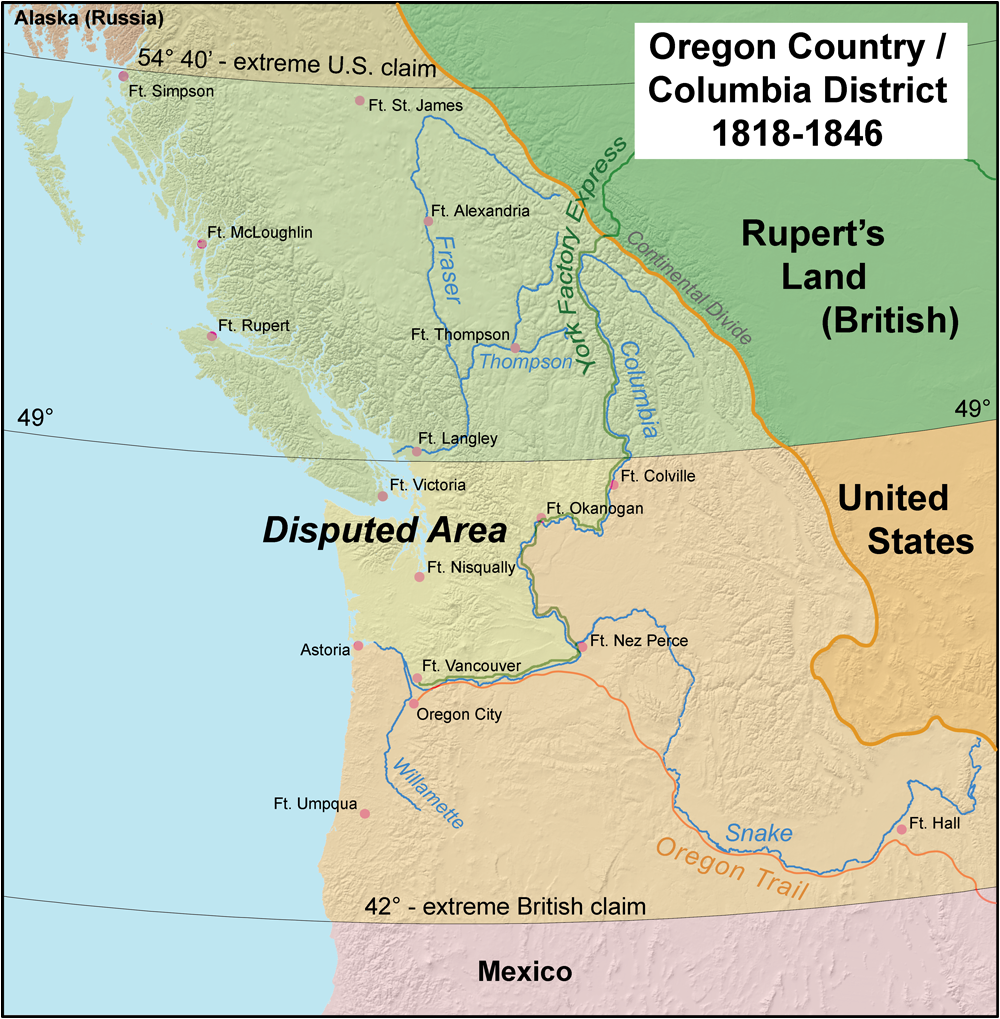
オレゴン・カントリーとコロンビア地区

1925年、国境委員会は恒久的組織となり、国境地域の測量と地図化を行い、国境標識（場所によってはブイ）を維持し、さらに国境線の幅6 m（20フィート）は藪や植生を払う任務を与えられた。この「国境線」（"border vista"）は両国側にそれぞれ3 m（10フィート）の幅がある。委員会の年間予算は140万米ドルとなっている。
委員会は2人のコミッショナーが指導しており、1人はカナダ人、1人はアメリカ人である。2007年7月、ブッシュ政権はアメリカ人コミッショナー、デニス・スコーナックに対し、国境近くの民間建築物についての委員会とアメリカ合衆国政府の論争に関連して、解雇を言い渡した。スコーナックは委員会がアメリカ合衆国の司法権が及ばない独立した国際組織であり、委員会を創設した1908年の条約に従えばコミッショナーが「死亡、辞任あるいはその他の業務遂行不能」の場合のみ後任が指名できると言って解雇を拒否した。カナダ政府はこの件についてとやかく言う立場にないと発言したが、カナダ側のコミッショナー、ピーター・サリバンは7月13日に、ブッシュ大統領が指名したアメリカ側コミッショナー代行でコロラド州に本拠を置く内務省法務官、デイビッド・バーンハートと共に働く用意があると語った。

## 安全保障

### 法の執行

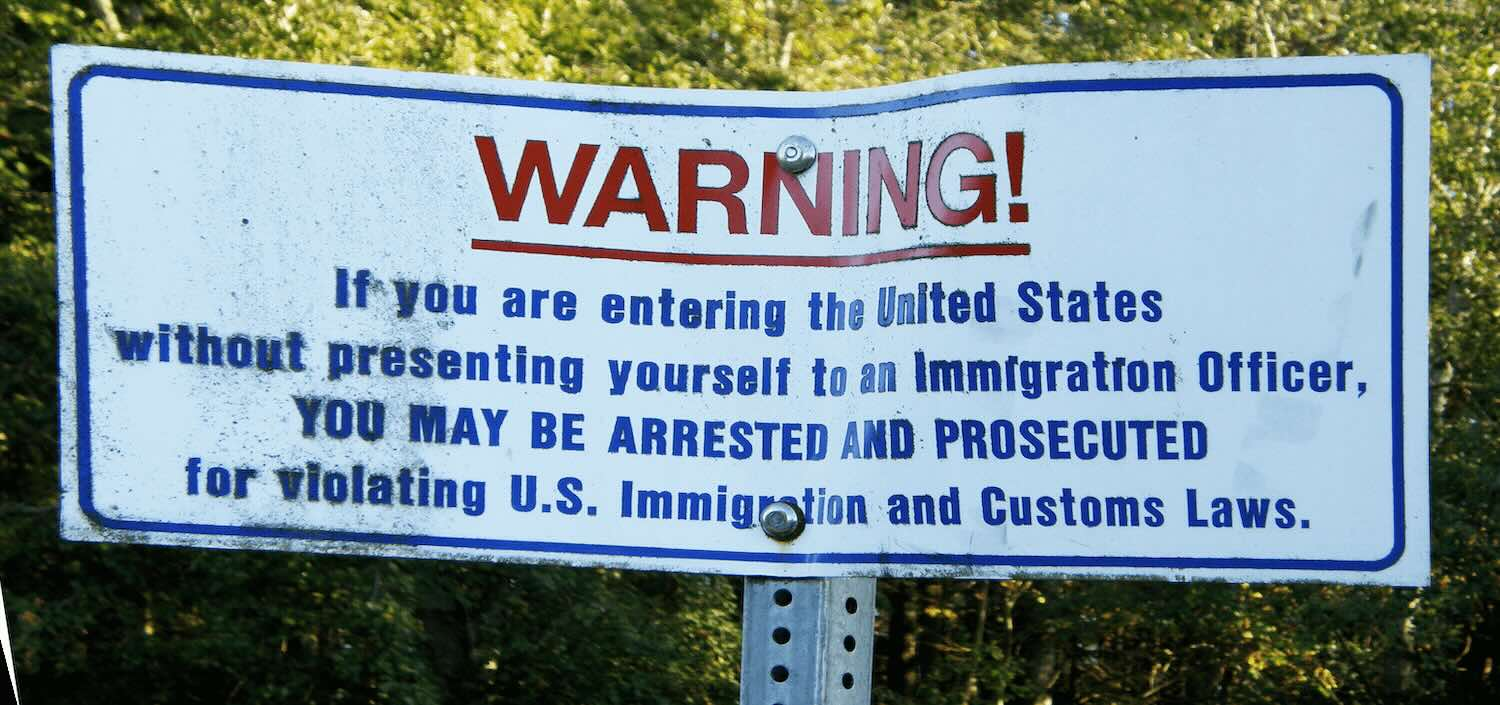
ワシントン州ポイントロバーツの国境にある表示、国境を違法に越えることについて警告している

このカナダ＝アメリカ合衆国国境は、通常「世界最長の防御が無い国境」と呼ばれるが、これは軍事的な意味では真実だが、文民の法執行機関による警備はある。カナダ＝アメリカ合衆国国境の3分の1の長さであるアメリカ＝メキシコ国境に比べてかなり低いレベルの安全保障手段が採られている。アメリカ＝メキシコ国境の場合は違法な移民の入国や薬物の取引を防止するために連邦国境警備隊が積極的にパトロールしている。
カナダ＝アメリカ合衆国国境の一部は山岳地や深い森林地帯を通っているが、かなりの部分は人里離れた草原の農地や五大湖とセントローレンス川、さらには大西洋、太平洋および北極海の水上国境となっている。この国境はモホーク族インディアンの領土アクウェサスネの中央を通り、またバーモント州とケベック州では幾つかの建物の中を通っている。これらの建物が造られたのは国境が詳細に決められる前のことだった。メイン州とニューブランズウィック州の国境はゴルフ場を二分している。
カナダ＝アメリカ合衆国国境の安全保障を司る実際の人員は機密扱いである。ちなみに、アメリカ＝メキシコ国境には、17,000人を超える人員がいる。
2001年9月11日のアメリカ同時多発テロ事件の後、国境の安全保障は両国の人が住んでいる場所もまた田園地帯であっても劇的に厳しくなった。両国は詳細かつ広範に戦術と戦略情報を積極的に分かち合うようになっている。アメリカ同時多発テロ事件に関わった19人のテロリストがカナダとの国境を経由してアメリカ合衆国に入ったというのはよくある誤解である。

### 安全保障手段
両国の国境近くに資産を所有する住民は、その所有する土地の上で国境を越えるどのような物理的なものの構築でも、それぞれの政府に対して報告することが求められており、これが国際国境委員会によって強制されている。必要なときは塀あるいは車止めが用いられる。国境を越える全ての人はそれぞれの税関と移民局に出頭することが求められている。人員を配置できないような僻地の国境では、道路に隠しセンサがあり、国境に近い森林や多くの歩道それに鉄道にもセンサがあるものの、組織的な侵入を点検したり止めたりするために十分な要員はいない。
2018年には、カナダ・ブリティッシュコロンビア州の海岸線をジョギングしていた女性が、知らぬ間に越境してしまいアメリカ国境警備隊に拘束される事件も起きた。

## 密貿易
過去、カナダ側の役人は、薬物、タバコおよび武器がアメリカ合衆国側から密輸されることに不平を言い、一方アメリカ側の役人はカナダからの薬物密輸に不平を言っていた。両国への人の密入国も国境の安全保障と法執行担当官にとって以前から続いている問題だが、アメリカ＝メキシコ国境に比べれば大した問題にはなっていない。
2005年7月、法の執行官がブリティッシュコロンビア州とワシントン州の間の国境下に360フィート (110 m) のトンネルを掘った3人の人物を逮捕した。彼らはマリファナの密輸のためにこのトンネルを使おうと意図したものであり、この国境では初めてのケースだった。
オンタリオ州コーンウォールはカナダの最も悪名高い密貿易の中心である。そこは違法なタバコ、不法入国民、薬物および武器の密輸について中心点となる位置と交通の要衝にある。ここに隣接し、オンタリオ州、ケベック州およびニューヨーク州に跨るモホーク族インディアンの領土アクウェサスネは、領土内での密貿易拠点にオンタリオ州警察や王立カナダ騎馬警察が近付くことを防止できる「ファースト・ネーション」の主権がある。王立カナダ騎馬警察北西および中央地域から派遣された間接税税務局員は禁制品の状況を調べるためにコーンウォールにも行っている。地方自由契約者と国際的犯罪組織の間の共謀で密貿易が業として拡がっている。警官が密貿易業者を追跡した結果として幾つかの命が失われてきた。政府が徴集できなかった数億ドルの関税に加えて、法の執行のために数百万ドルが遣われているが、密貿易に対してはほとんど効果を表してはいない。
2024年アメリカ合衆国大統領選挙で復帰を確実なものとしたドナルド・トランプ元大統領は、カナダとアメリカの国境を越えて流入する違法薬物（フェンタニル）と不法移民問題が改善しないことを問題視。2025年1月20日の就任初日に、カナダからの全輸入品の関税を25％に引き上げること表明した。

## 国境の長さ
| アメリカ合衆国 | アメリカ合衆国       | アメリカ合衆国      |      | カナダ                     | カナダ               | カナダ |
| 順位           | 州                   | カナダとの国境長さ  | 順位 | 州・準州                   | アメリカとの国境長さ |        |
| 1              | アラスカ州           | 2,475 km (1,538 mi) | 1    | オンタリオ州               | 2,760 km (1,715 mi)  |        |
| 2              | ミシガン州           | 1,160 km (721 mi)   | 2    | ブリティッシュコロンビア州 | 2,168 km (1,347 mi)  |        |
| 3              | メイン州             | 983 km (611 mi)     | 3    | ユーコン準州               | 1,210 km (752 mi)    |        |
| 4              | ミネソタ州           | 880 km (547 mi)     | 4    | ケベック州                 | 813 km (505 mi)      |        |
| 5              | モンタナ州           | 877 km (545 mi)     | 5    | サスカチュワン州           | 632 km (393 mi)      |        |
| 6              | ニューヨーク州       | 716 km (445 mi)     | 6    | ニューブランズウィック州   | 513 km (318 mi)      |        |
| 7              | ワシントン州         | 687 km (427 mi)     | 7    | マニトバ州                 | 497 km (309 mi)      |        |
| 8              | ノースダコタ州       | 499 km (310 mi)     | 8    | アルバータ州               | 298 km (185 mi)      |        |
| 9              | オハイオ州           | 235 km (146 mi)     |      |                            |                      |        |
| 10             | バーモント州         | 145 km (90 mi)      |      |                            |                      |        |
| 11             | ニューハンプシャー州 | 93 km (58 mi)       |      |                            |                      |        |
| 12             | アイダホ州           | 72 km (45 mi)       |      |                            |                      |        |
| 13             | ペンシルベニア州     | 68 km (42 mi)       |      |                            |                      |        |

## 著名な国境橋とトンネル

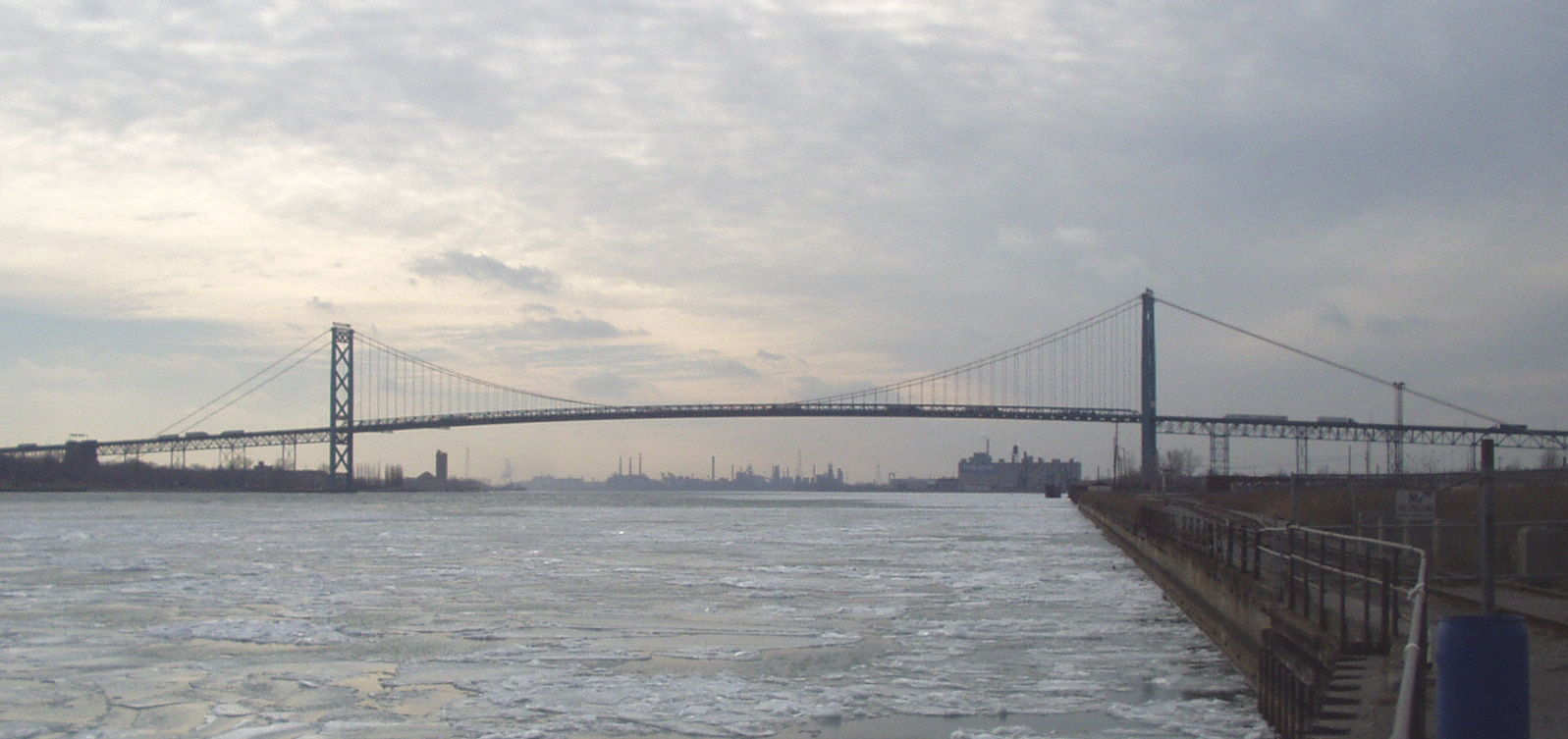
アンバサダー橋、ミシガン州のデトロイトとオンタリオ州のウィンザーを結び、二国間で最も交通量の多い越境ルートである。

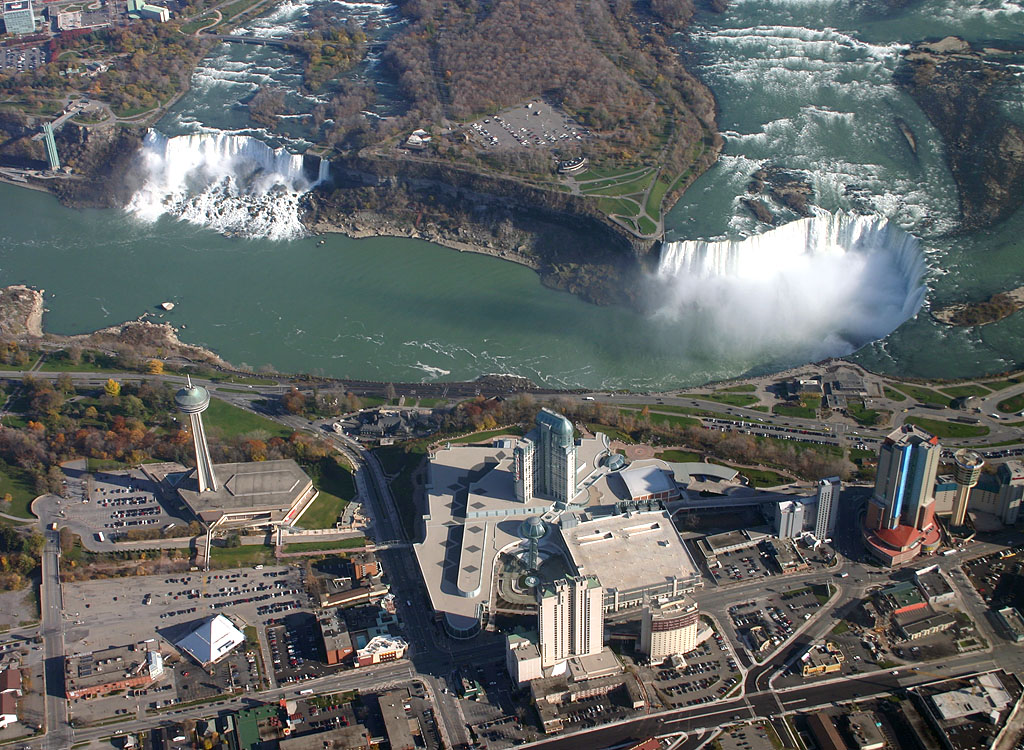
ナイアガラの滝: 左のアメリカ滝はニューヨーク州に、右のカナダ滝は大半がオンタリオ州にある

- フォートフランシス＝インタナショナルフォールズ国際橋 - オンタリオ州フォートフランシスとミネソタ州インターナショナルフォールズとを結ぶ
- ボーデット＝レイニーリバー国際橋 - オンタリオ州レイニーリバーとミネソタ州ボーデットとを結ぶ
- スーセントマリー国際橋 - オンタリオ州スーセントマリーとミシガン州スーセントマリー とを結ぶ
- ブルーウォーター橋 - オンタリオ州サーニアとミシガン州ポートヒューロン とを結ぶ
- セントクレア・トンネル - オンタリオ州サーニアとミシガン州ポートヒューロンとを結ぶ
- デトロイト＝ウィンザー・トンネル - オンタリオ州ウィンザーとミシガン州デトロイトとを結ぶ
- ミシガン中央鉄道トンネル - オンタリオ州ウィンザーとミシガン州デトロイトとを結ぶ
- アンバサダー橋 - オンタリオ州ウィンザーとミシガン州デトロイトとを結ぶ
- ピース・ブリッジ - オンタリオ州フォートエリーとニューヨーク州バッファローとを結ぶ
- ワールプールラピッズ橋 - オンタリオ州ナイアガラフォールズとニューヨーク州ナイアガラフォールズとを結ぶ
- レインボー橋 - オンタリオ州ナイアガラフォールズとニューヨーク州ナイアガラフォールズとを結ぶ
- クィーンストン＝ルイストン橋 - オンタリオ州クィーンストンとニューヨーク州ルイストンとを結ぶ
- サウザンドアイランズ橋 - オンタリオ州ヒルアイランドとニューヨーク州ウェルズリーアイランドとを結ぶ
- オグデンスバーグ＝プレスコット国際橋 - オンタリオ州ジョンズタウンとニューヨーク州オグデンズバーグとを結ぶ
- スリーネーションズ・クロッシング - オンタリオ州コーンウォールとニューヨーク州マッセナとを結ぶ
- ブラックプール・ボーダークロッシング - ケベック州サンベルナール・ド・ラコールとニューヨーク州シャンプレーンとを結ぶ

## その他の越境ルート（空港、海港/湖港、鉄道駅）

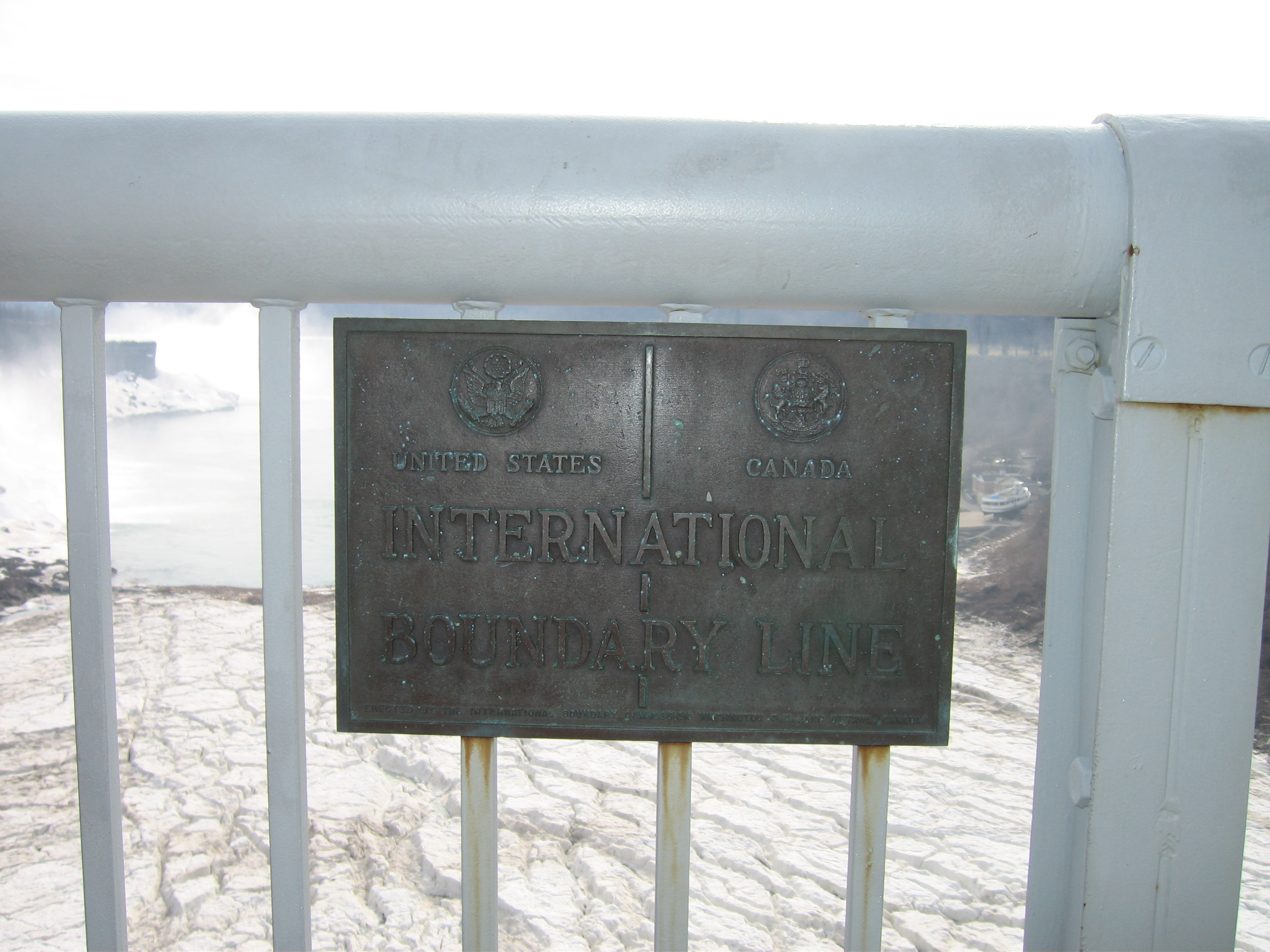
ナイアガラの滝のレインボー橋にある国境線表示

アメリカ合衆国はアメリカ行き航空便のあるカナダ側空港、すなわちカルガリー国際空港、エドモントン国際空港、ハリファックス国際空港、モントリオール・ピエール・エリオット・トルドー国際空港、オタワ・マクドナルド・カルティエ国際空港、トロント・ピアソン国際空港、バンクーバー国際空港およびウィニペグ国際空港に「通関前設備」と呼ぶ移民事務所を維持している。このことでカナダ発の航空便がアメリカ合衆国の空港に到着したときに、国際線到着処理を行わずに済むので効率を高めている。類似した手配が、アメリカ合衆国へ直接輸入される封印貨物を取り扱うカナダの主要海港に備えられている。カナダはこれに相当する人員をアメリカ合衆国の空港に配備していない。これはカナダの航空会社の行き先地が多く、主要カナダ空港から出発するアメリカ行き便の数に比較して便の数が限られているからである。またバンクーバーのセントラル・パシフィック駅では、乗客がアメリカの通関前設備を通り、その手荷物はシアトル行きアムトラック・カスケーズ号に載せる前にX線検査機を通すことが求められている。このことで国境を越える前に停車する必要がなくなっている。通関前設備は利用者の多いニューヨーク市からモントリオール行き（アディロンダック列車）あるいはトロント行き（メイプルリーフ列車）には備えられていない。これらの列車はモントリオールやトロントに向う途中の国境で停車するためである。乗客は実際の国境にある停車駅で通関する必要がある。
カナダのニューブランズウィック州やノバスコシア州からアメリカのメイン州に向う外洋型フェリーや、ブリティッシュコロンビア州からワシントン州またはアラスカ州に向かうフェリー便も運行されている。五大湖地方ではオンタリオ州からミシガン州、ニューヨーク州あるいはオハイオ州に向うフェリー便も運行されている。
セントローレンス川のボルト城は島の国境検査所を持っているが、カナダ側には同様な設備は無い。カナダ人は島に上陸するために個人識別証の提示を求められる。

### 国境に跨る空港
カナダ＝アメリカ合衆国国境の奇異なところは、国境に跨る空港が4つあることである。すなわちマニトバ州とミネソタ州に跨るパイニー・パインクリーク国境空港、サスカチュワン州とモンタナ州に跨るコロナック・スコービー・ボーダーステーション空港、アルバータ州とモンタナ州に跨るカッツ・ロス国際空港、およびワシントン州とブリティッシュコロンビア州に跨るアビーフィールド州立空港である。これら空港のそれぞれが越境点に接している。パイニー・パインクリーク国境空港とアビーフィールド州立空港の滑走路は南北を向いており、国境を越えている。カッツ・ロス国際空港とコロナック・スコービー・ボーダーステーション空港の滑走路は東西を向いており、直接国境の上に乗っている。

### 国境に跨る建物
ハスケル自由図書館オペラハウスは、バーモント州ダービーラインとケベック州スタンステッドの国境に跨っている。
メイン州エストクール・ステーションとケベック州ポエネガンルークの国境には個人宅が建っている。
ケベック州ダンディとニューヨーク州フォートコビントンの国境に跨ってテイロン国際ホテルというホテル兼酒場が建っている。1820年の建設であり、国境が詳細に測量される以前のことだった。

## 残っている国境論争
- マキアスシール島とノースロック：メイン州とニューブランズウィック州
- ディクソン海峡：アラスカ州とブリティッシュコロンビア州
- ボーフォート海 ：アラスカ州とユーコン準州
- ファンデフカ海峡 ：ワシントン州とブリティッシュコロンビア州